# Tkyd
Tkyd, polgári nevén Németh József István (Pápa, 1974. március 27.[forrás?]) magyar rapper.
1988-ban kezdődött a kapcsolata a rapzenével, pályafutása 1991-ben indult a Young Enemy nevű formációban. Azóta számos rajongót szerzett magának, saját elmondása szerint a különc szövegvilágának köszönhetően. Leginkább szóló előadóként tevékenykedik, de tagja a Dreamerz nevezetű duónak.

## Albumok
- Önpusztítók (2001) - Bootleg
- Fényhozó / (2003)
- Szürke angyal / Bloose Broavaz (2004)
- Egyetlen EP / Dreamerz (2007)
- Végtelen élet / Dreamerz (2008)
- Az én világom / Bloose Broavaz (2008)
- Silent hill (Finuccsi vs. Tkyd) / Bloose Broavaz (2009)
- Boldogság Kék Madara / Bloose Broavaz (2010)
- Egyensúly / Tkyd & Rat B (2011)
- Tkyd - SCBP Vs. Tkyd  / (2012)
- Tkyd - Heavy Mentál / (2013)
- Tkyd - Animal Planet / (2015)
- Tkyd & Day - Atlantisz Gyermekei / (2016)
- Tkyd - Kis nagy ember (2017)
- Tkyd - Most És Mindörökké (2018)
- Tkyd - Felemelkedés EP (2020)
- Tkyd - A Boldogság Kék Madara (2023)
- Tkyd - Michael Korcs (2024)